# Nevy-sur-Seille
Nevy-sur-Seille ist eine französische Gemeinde mit 197 Einwohnern (Stand 1. Januar 2022) im Département Jura in der Region Bourgogne-Franche-Comté. Sie gehört zum Arrondissement Lons-le-Saunier und zum Kanton Poligny.
Die Nachbargemeinden sind Château-Chalon im Norden, Blois-sur-Seille im Nordosten, La Marre im Osten, Hauteroche mit Granges-sur-Baume im Südosten, Baume-les-Messieurs im Süden, Lavigny im Südwesten und Voiteur im Westen.

## Bevölkerungsentwicklung
| Jahr                       | 1962 | 1968 | 1972 | 1982 | 1990 | 1999 | 2008 | 2017 |
| Einwohner                  | 262  | 274  | 238  | 239  | 238  | 246  | 237  | 205  |
| Quellen: Cassini und INSEE |      |      |      |      |      |      |      |      |

## Wirtschaft
In Nevy-sur-Seille wird Vin Jaune hergestellt.

## Persönlichkeiten
- Joseph Gabet (1808–1853), Reisender und Tibetologe

## Weblinks

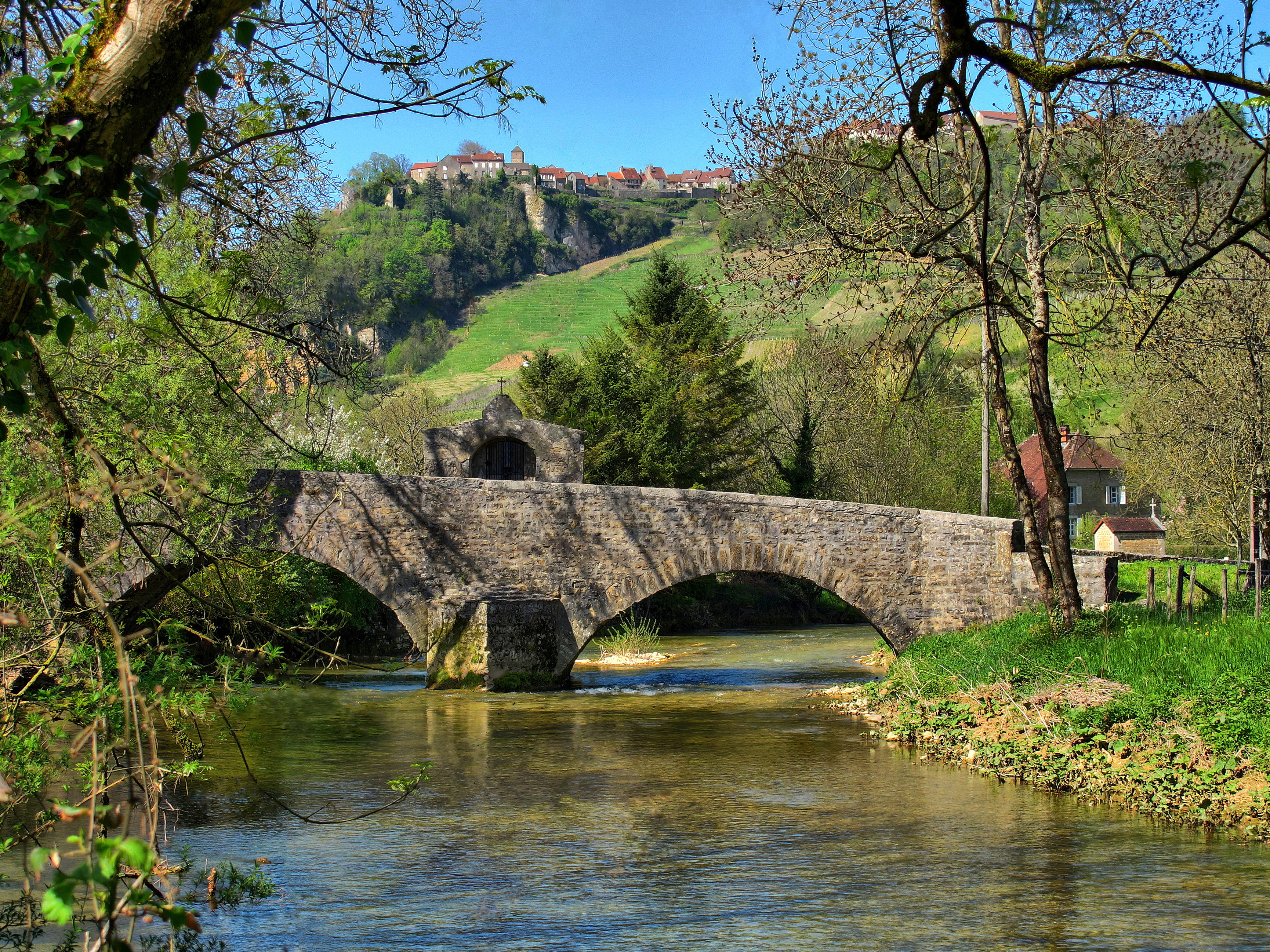
Denkmalgeschützte Brücke über die Seille in Nevy-sur-Seille